# 约翰·戴维斯 (1929年)
约翰·戴维斯（英語：John Davies，1929年5月17日—2020年3月24日），澳大利亚男子游泳运动员。他曾代表澳大利亚参加1948年和1952年夏季奥林匹克运动会游泳比赛，其中1952年奥运会获得一枚金牌。